# Augustin Bea
Augustin Bea (Riedböhringen, 28 maggio 1881 – Roma, 16 novembre 1968) è stato un cardinale, arcivescovo cattolico e biblista tedesco, gesuita, nominato cardinale da papa Giovanni XXIII, pioniere dell'ecumenismo e del dialogo ebraico-cristiano nella Chiesa cattolica. È considerato uno dei più influenti prelati che portarono la teologia modernista ai vertici della Chiesa cattolica.

## Biografia
Nacque a Riedböhringen, oggi frazione di Blumberg, il 28 maggio 1881. Fu ordinato sacerdote il 25 agosto 1912 e completò gli studi alla Pontificia Università Gregoriana nel 1914. Dal 1924 fu professore di Sacra Scrittura e dal 1930 rettore fino al 1949 del Pontificio Istituto Biblico, negli stessi anni fu direttore della rivista "Biblica".
In questi anni il Pontificio Istituto Biblico abbandonò l'esegesi tradizionale cattolica stabilita nell'enciclica Spiritus Paraclitus di papa Benedetto XV e adottò progressivamente il metodo storico-critico (la sola filologia senza la patristica e il magistero della Chiesa cattolica) e la Critica delle forme di cui promosse la diffusione in Italia.
L'esegesi storica prendeva in considerazione solo il senso letterale del testo biblico separando i dati storici, filosofici e archeologici dalla riflessione teologica e spirituale. Nello stesso tempo Bea si opponeva alla scuola della Nouvelle théologie di cui erano esponenti Jean Daniélou e Henri de Lubac che sosteneva un'esegesi spirituale separata dal senso storico-letterale. La posizione di padre Augustin Bea fu rafforzata dalla nomina a presidente e segretario della Pontificia commissione biblica rispettivamente del cardinale Eugène Tisserant e Jacque-Marie Vosté, entrambi allievi di padre Marie-Joseph Lagrange, il fondatore dell'École biblique et archéologique française de Jérusalem.
A padre Augustin Bea è attribuita una forte influenza sull'enciclica Divino Afflante Spiritu di papa Pio XII, nella parte del documento che individua lo scopo principale dell'esegesi nella determinazione del senso letterale del testo.
Padre Augustin Bea fu anche confessore di papa Pio XII dal 1945 fino alla morte di lui (1958).
Nel 1946 papa Pio XII ebbe in animo di elevarlo alla dignità cardinalizia, ma ne fu dissuaso da Jean-Baptiste Janssens, generale dei gesuiti, preoccupato per le eventuali critiche della Curia a un eccessivo favore del Papa verso gli stessi gesuiti.
Finalmente papa Giovanni XXIII lo elevò al rango di cardinale nel concistoro del 14 dicembre 1959; il 17 dicembre dello stesso anno ricevette la diaconia di San Saba.

Nel 1960 fu nominato presidente del neonato Pontificio consiglio per la promozione dell'unità dei cristiani (noto anche come Segretariato per la promozione dell'unità dei cristiani), carica che ricoprì fino alla morte e che lo rese una figura chiave nello sviluppo dell'ecumenismo e del dialogo ebraico-cristiano nella Chiesa cattolica. Ricorda Elio Toaff, rabbino capo di Roma: 
Fu eletto arcivescovo titolare di Germania di Numidia il 5 aprile 1962 e consacrato vescovo il 19 aprile dello stesso anno da papa Giovanni XXIII.
Il sogno di Bea si realizzò di lì a pochi anni; fu uno dei protagonisti del Concilio Vaticano II, impegnandosi in prima persona alla stesura della dichiarazione Nostra aetate. Partecipò al conclave del 1963, che elesse papa Paolo VI.
Ricevette titoli accademici onorari dalle università di Vienna, Friburgo in Brisgovia, Friburgo (in Svizzera), Fordham, Boston College, Harvard e Università Cattolica d'America. È stato autore di dieci libri e di 430 articoli scientifici su archeologia, esegesi dell'Antico Testamento, mariologia, encicliche papali, unità dei Cristiani, antisemitismo, Concilio Vaticano II, rapporti con il protestantesimo e le Chiese ortodosse ed ecumenismo.
Morì il 16 novembre 1968 all'età di 87 anni e fu sepolto nella chiesa parrocchiale di Riedböhringen.

## Genealogia episcopale
La genealogia episcopale è:
- Cardinale Scipione Rebiba
- Cardinale Giulio Antonio Santori
- Cardinale Girolamo Bernerio, O.P.
- Arcivescovo Galeazzo Sanvitale
- Cardinale Ludovico Ludovisi
- Cardinale Luigi Caetani
- Cardinale Ulderico Carpegna
- Cardinale Paluzzo Paluzzi Altieri degli Albertoni
- Papa Benedetto XIII
- Papa Benedetto XIV
- Papa Clemente XIII
- Cardinale Bernardino Giraud
- Cardinale Alessandro Mattei
- Cardinale Pietro Francesco Galleffi
- Cardinale Filippo de Angelis
- Cardinale Amilcare Malagola
- Cardinale Giovanni Tacci Porcelli
- Papa Giovanni XXIII
- Cardinale Augustin Bea, S.I.